# 十坊山
十坊山（とんぼやま）は佐賀県唐津市と福岡県糸島市との境界にある山である。

## 概要
標高は535.2メートル。脊振山地最西端の山である。西方3kmは唐津湾に面し、国道202号やJR筑肥線が海岸線を通る。東には白木峠があり佐賀県道・福岡県道143号藤川二丈線を通す。南東斜面にはゴルフ場が広がる。
山頂からは唐津湾が一望でき、視界が良好ならば、壱岐、対馬の島影も見える。福岡側は可也山や能古島、志賀島などが見渡せる、いわゆる国見山のひとつである。

## 名の由来
「十坊山（とんぼやま）」の名は、山に10軒の山寺があり僧侶が修行していたことに由来する。